# Red Bull Street Style
O Red Bull Street Style é o mais importante campeonato de futebol freestyle do mundo.

## História
O Red Bull Street Style foi primeiro campeonato de Futebol Freestyle feito no Brasil com seletivas estaduais e torneio nacional. O vencedor do torneio nacional e representante Brasileiro no torneio Mundial foi Murilo Pitol em 2008. No estádio do Pacaembu, conseguiu grande repercussão na mídia brasileira, sendo transmitido por canais de rede aberta e por assinatura, atingindo todos os públicos.
O vencedor do 1° Campeonato Mundial(2008) foi o francês Arnaud "Séan" Garnier, de 24 anos de idade. Séan se tornou o primeiro campeão de futebol freestyle do mundo, vencendo na final o japonês Yosuke Yokota, que faturou a 2° colocação. O anfitrião brasileiro Murilo Pitol, com 17 anos de idade, conseguiu a 3° colocação após sua vitória sobre o húngaro Roland "Rocco" Karászi. A grande surpresa para o público foi nas quartas-de-final, quando o brasileiro Murilo enfrentou o croata Nedzad Brajic, de 35 anos de idade, que se apresentou com a camiseta do time São Paulo Futebol Clube, o mesmo fora motivos de vaias pela torcida canarinho, afinal, nem todo mundo é são paulino.
O 2° campeonato mundial (2010),disputado na África do Sul, teve como campeão o o norueguês Anders "Azun" Solum, que derrotou o sul-africano Kamal "Kamalio" Ranchod. A participação brasileira não obteve o mesmo sucesso do campeonato passado. Desta vez, o brasileiro Arthur Mansilla, vencedor do Brasileiro de Red Bull Street Style 2010 parou nas oitavas de final do campeonato. Completaram os quatro primeiros postos Cristian "Rocky" Mayorga, da Colômbia, e Faruk Onmaz, da Áustria, respectivamente.
Em 2011, o craque Neymar foi um dos jurados da etapa brasileira. Na primeira batalha o então atual Campeão Arthur Mansilla, perdeu para o Paulista Diego Oliveira. Na Semi Final o Freestyler Diego venceu também Murilo Pitol (Primeiro Campeão Brasileiro), mas na final o título ficou com Eduardo Key, que foi o representante Brasileiro no Mundial do Red Bull Street Style na Itália. Infelizmente Eduardo Key não obteve uma boa colocação na Competição Mundial. O Campeão Mundial de 2012 foi o Japonês Tokura.  
Em 2013, Murilo conquistou novamente o título e se consagrou Bicampeão Brasileiro. A grande Final do Mundial de 2013, do Red Bull Street Style foi realizado em Tókio no Japão. Porém o Freestyler Brasileiro não obteve um grande desempenho no Torneio Mundial, que contou com a presença dos melhores atletas do mundo. A grande final foi entre o Argentino Carlos Charly Iacono e o Polonês Szymon Skalski. Batalha que teve como vencedor o polonês Szymo que é com certeza um dos melhores representantes de um atleta all rounder no mundo hoje.
Em 2014 o Brasil teve 5 representantes no Mundial do Red Bull Street Style em Salvador, porém 4 atletas Brasileiros disputaram um qualifier, ou seja, um pré Mundial. Ricardinho, Paraense de 16 anos e João Othavyo, 15 anos, do Paraná participaram da competição pela primeira vez. Lukinhas de São Paulo e o pioneiro do Freestyle no Brasil, o experiente Diego Oliveira batalharam na primeira fase do Mundial. O Freestyler pernambucano Pedrinho, foi o único atleta diretamente classificado. Lukinhas e Ricardinho se destacaram no qualifier e juntamente com Pedrinho disputaram a Final do Mundial. Nas finais, o Inglês Andrew Henderson conquistou o título do Mundial de Futebol Estilo Livre. Ele venceu o Argentino Charly em uma final disputadíssima. O brasileiro Pedro Oliveira (Pedrinho) foi o melhor brasileiro, terminando na quarta colocação.

## Lista de Vencedores

### Torneio Masculino
| Edição | Ano  | Sede           | 1º Lugar            | 2º Lugar                | 3º Lugar                 | Ref.  |
| ------ | ---- | -------------- | ------------------- | ----------------------- | ------------------------ | ----- |
| I      | 2008 | São Paulo      | Séan Garnier        | Yosuke Yokota           | Murilo Dalvi Pitol       | [ 2 ] |
| II     | 2010 | Cidade do Cabo | Anders "Azun" Solum | Kamal "Kamalio" Ranchod | Cristian "Rocky" Mayorga |       |
| III    | 2012 | Lecce          | Kotaro Tokuda       | Daniel Dennehy          | Gunther Celli            | [ 3 ] |
| IV     | 2013 | Tokyo          | Szymon Skalski      | Charly Iacono           | Andrew Henderson         | [ 4 ] |
| V      | 2014 | Salvador       | Andrew Henderson    | Charly Iacono           | Erlend Fagerli           | [ 5 ] |
| VI     | 2016 | Londres        | Charly Iacono       | Kosuke Takahashi        | Mc Pro                   | [ 6 ] |

### Torneio Feminino
| Edição | Ano  | Sede     | 1º Lugar       | 2º Lugar        | 3º Lugar        | Ref.  |
| ------ | ---- | -------- | -------------- | --------------- | --------------- | ----- |
| I      | 2012 | Lecce    | Kitty Szasz    | Melody Donchet  | Lisa Zimouche   | [ 7 ] |
| II     | 2013 | Tokyo    | Kitti Szasz    | Alicia Fougeray | Mélody Donchet  | [ 4 ] |
| III    | 2014 | Salvador | Mélody Donchet | Kitti Szasz     | Laura Biondo    | [ 5 ] |
| IV     | 2016 | Londres  | Mélody Donchet | Aguśka Mnich    | Kalina Matysiak | [ 6 ] |